# (7630) 1979 MR2
(7630) 1979 MR2 (1979 MR2, 1994 RN10) — астероїд головного поясу, відкритий 25 червня 1979 року.
Тіссеранів параметр щодо Юпітера — 3.302.